# An artist's stroke
An artist's stroke is een soloalbum van Gert Emmens. Het is een muzikaal eerbetoon aan de Russische Joeri Poegatsjov. In het boekwerkje staan dan ook de afbeeldingen van een aantal portretten geschilderd door de kunstenaar. De muziek bestaat uit elektronische muziek. Op 28 april 2012 speelde Emmens delen van het album tijdens E-Day 2012 te Oirschot.  

## Musici
- Gert Emmens – synthesizers, elektronica
- Cadenced Haven – intro track 5
- Ruud Heij – sequence track 5

## Muziek
| Nr. | Titel                                 | Duur  |
| --- | ------------------------------------- | ----- |
| 1.  | Cossack temperament                   | 13:53 |
| 2.  | The long walk (towards the Black Sea) | 13:14 |
| 3.  | Paintings: The themes                 | 16:44 |
| 4.  | Paintings: The spirituality behind it | 7:19  |
| 5.  | The Leningrad years                   | 12:21 |
| 6.  | Darkness upfolds                      | 11:40 |
| 7.  | Yuri Pugachov – In memoriam           | 3:07  |